# Mortalis
(R. A. Salvatore, Mortalis)
Mortalis è un romanzo fantasy di R.A. Salvatore, primo episodio del secondo ciclo della saga di Demon Wars.
Il conflitto contro gli eserciti di Bestesbulzibar si era concluso con il minimo sacrificio di vite umane e senza che una sola grande città fosse stata rasa al suolo. Tuttavia, con l'arrivo dell'inverno, le conseguenze della guerra iniziavano a farsi sentire: molti villaggi che avevano rifornito le truppe del Re ora si ritrovavano senza il cibo necessario per affrontare la gelida stagione, e innescarono rivolte e proteste contro la monarchia e contro la Chiesa, che priva di una guida forte, e divisa all'interno in diverse correnti, ignorava la tragica situazione dei contadini. Pony era ancora a Palmaris, in lutto per Elbryan Wyndon,  il suo eroico marito ucciso da Marcalo de’Unnero, inconsapevole di essere l'ago della bilancia nelle diatribe tra la Corona e la Chiesa.
Il duca Kalas inscenò una finta battaglia con dei powrie prigionieri, promettendo in cambio della loro complicità la libertà: la lotta servì ad aumentare il prestigio della Corona a Palmaris. La Chiesa prende delle contromisure, nominando Braumin Herde abate di St.Precious e  discutendo sul successore di Markwart.  Je'howith e Herde sponsorizzano il buon Agronguerre di St.Belfour. Pony dopo aver rifiutato la baronia di Palmaris e il ruolo di Madre badessa nella Chiesa Abellicana, decise di tornare a Dundalis e aprire una taverna insieme a Belster; anche il Re lascia la città affidandola alla guida del duca Kalas che nei mesi successivi osteggiò  in tutti i modi l'abate Braumin e il potere della Chiesa a Palmaris. Nonostante tutto l'abate decise di inviare fratello Dellman a Vanguard per avere più informazioni su Agronguerre, per evitare di elevare al rango più alto della Chiesa un uomo fedele alla causa di Markwart. 
Vanguard, la regione più settentrionale del regno, era ancora sotto attacco degli orchetti, che stavano assediando in massa l'abbazia di St.Belfour. Grazie alla mediazione di Andacanavar, il ranger dell'Alpinador, il principe Midalis, fratello di Re Danube, riuscì ad ottenere l'aiuto dei guerrieri della tribù di Tol Hengor guidata da Bruinhelde. Insieme, Vanguard viene ben presto liberata dall'orda di orchetti e Bruinhelde e Andacanvar pretesero che ora i loro alleati li seguissero nel nord per fare altrettanto con eventuali bande di mostri infiltrate nella sua terra. Vedendo la lealtà di Midalis nei loro confronti, Andacanvar decise che era il momento di suggellare l'alleanza tra i due popoli stilando un patto di fratellanza di sangue.
Francis partì per St.Mere-Abelle con l'incarico di coordinare il collegio degli abati ma deviò dalla sua meta andando a prestare soccorso al villaggio di Devonshire sotto attacco di una banda di orchetti: fu così che nell'insediamento scoprì la presenza della peste rosata e informò immediatamente del ritorno della malattia i vertici di St Mere Abelle. Intanto Marcalo De'Unnero tormentato dalla tigre mannara, resiste alla tentazione di divorare una bambina e  decise così di tornare a St.Precious sicuro di non poter essere accusato di nulla: la Chiesa infatti lo reintegrò completamente nei suoi ranghi con il titolo di maestro. Ma il ritorno dell'odiato ex vescovo non passò inosservato e davanti alle crescenti proteste della popolazione il monaco guerriero decise di trasferirsi a St.Mere-Abelle.  Nel frattempo Dellman arrivò a Vanguard e osservò le virtù di Agronguerre convincendosi che era meritevole del titolo di Padre Abate. Nella regione del nord il monaco osservò lo sterminio di una banda di powrie, intenti a riparare una barca, da parte delle forze di Midalis e di Bruinhelde: i due erano tornati rapidamente nel sud, uniti dal patto di fratellanza di sangue dopo aver affrontato lo Spirito Shaggoth. Con suo stupore il monaco riconobbe uno dei nani del gruppo: era uno dei powrie che aveva attaccato Palmaris e che era stato fatto prigioniero dai soldati di Kalas. Dellman capì al volo la meschineria compiuta dal duca non appena esaminò il vascello dei nani, che batteva bandiera di Palmaris. Intanto Pony arrivò a Dundalis  e visitò  la tomba di Elbryan, ignara che Belli'mar Juraviel  era passato nelle Terre dei Boschi per sottrarle le pietre magiche e prendere un cavallo per la sua nuova allieva: Brynn Dharielle.
Marcalo De'Unnero, si sentì smarrito anche nell'abbazia madre di St. Mere-Abelle: stentò a credere ai cambiamenti che i seguaci di Avelyn avevano portato all'interno dalla Chiesa in così poco tempo. Mal visto dai suoi pari, venne inviato a sud per indagare sulla diffusione della peste rosata. Quando il maestro guerriero giunse a St.Gwendolyn sul Mare,  scoprì che la badessa Delenia era morta nel tentativo di curare gli ammalati di peste che circondavano con vasti accampamenti l'abbazia abellicana. Senza molte cerimonie De Unnero cacciò i monaci malati dalla struttura e si proclamò nuovo abate senza fare i conti con il nuovo Padre Abate, Agronguerre di St.Belfour, che fece richiamare immediatamente il monaco da St.Gwendolyn. Piuttosto che sottomettersi, De Unnero abbandonò la Chiesa, seguito da una trentina di seguaci, fondando i Fratelli Penitenti 
A Palmaris l'abate Braumin mise alle strette Kalas per il suo complotto con i powrie, ottenendo l'espansione di St.Precious e la costruzione di una cappella dedicata ad Avelyn a Caer Tinella; il duca furente per l'oltraggio ricevuto abbandonò la città per tornare a Ursal costringendo il Re a nominare il duca Tetrafel come suo successore alla guida della città. Sul finire dell'estate, Roger Lockless e Jilseponie scesero nel sud: il ragazzo proseguì fino a Palmaris dove si innamorò di Dainsey Aucomb, l'ex-cameriera dei Chilichunk, mentre Pony restò a Caer Tinella, ospitata dalla sua amica Colleen Kilronney: non passò molto tempo prima che l'eroina scoprì che la donna era stata affetta dalla dilagante peste rosata. Non riuscendo a curarla, Pony decise di portarla dai monaci di St.Precious ma anche lì nessuno può aiutare la malata che morì appena pochi giorni dopo. Sconvolta dall'ennesimo lutto, Pony tornò a Dundalis e durante l'inverno incontrò Andacanavar e il principe Midalis davanti al tumolo di Elbryan: il ranger divenne ben presto un amico e la istruì sull'uso dell'oracolo. Ispirata dallo spirito di Elbryan, Pony si gettò nella lotta contro la peste rosata: innanzitutto contattò Lady Dasslerond, signora dei Touel'alfar, nella speranza che le possa suggerire un rimedio contro il morbo; l'elfa le fornì un cataplasma e uno sciroppo in grado di prolungare la vita degli ammalati, alleviandone le sofferenze, ma senza curarli in modo risolutivo. 
De Unnero e i fratelli penitenti sbarcarono a Palmaris, afflitta dalla peste, e si scagliarono sui behrenesi mettendo a ferro e fuoco la loro enclave. Anche la vita di Roger venne sconvolta dall'arrivo della peste che colpì la sua amata Dainsey: senza pensarci due volte, il giovane la trasportò a Dundalis nella speranza che Pony riesca a salvare la sua vita. Ancora una volta tutti i suoi tentativi si rivelarono inutili e a quel punto, disperata e esausta, Pony consultò l'oracolo e nello specchio vide la figura rassicurante di Elbryan; tuttavia l'immagine del ranger svanì subito per fare posto alla mano pietrificata di Avelyn. Jilseponie si mise in viaggio e raggiunse il pianoro del Monte Aida, grazie all'aiuto prezioso di Bradwarden e Symphony; qui lo spettro di Romeo Mullahy, un monaco fedele a Jojonah che  si era ucciso per evitare di essere catturato da Markwart,  le annunciò il Patto di Avelyn: chiunque avesse assaggiato il sangue della mano pietrificata dell'eroe sarebbe diventato immune dalla peste rosata. Danisey, Pony e Bradwarden furono i primi a bagnarsi le labbra con il mistico sangue.
A Palmaris si scatenò una rivolta contro i monaci di St. Precious, aizzata dal Duca Tetrafel, malato di peste, e da De Unnero. L'abbazia resistette per giorni ma sarebbe caduta senza l'intervento di Pony, scesa nel sud per diffondere la notizia della cura. Per fermare la battaglia scatenò un fulmine contro la campana di St.Precious; la donna smascherò De Unnero alla folla e lo affrontò.  Astutamente la donna riuscì a far emergere la tigre mannara dal monaco, dimostrando a tutti che era proprio lui l'assassino del barone Bildeborough e dando alle guardie un motivo più che sufficiente per inseguire la tigre per le vie della città. Bloccata l'insurrezione, Pony parlò al duca Tetrafel e a Braumin del Patto di Avelyn; l'abate fu scettico sull'esistenza del miracolo finché non vide la campana di St.Precious: sulla sua superficie metallica era stato impresso un braccio alzato che brandiva una spada a metà lama.
Pony organizzò così il pellegrinaggio  del popolo bearmano: i soldati del regno dovevano essere mobilitati per aprire le strade per il nord e occorreva allestire numerosi campi di rifornimento per distribuire cibo, cavalli freschi e cure ai malati in viaggio; l'eroina avvertì tutti del patto di Avelyn: da Dellman nel selvaggio Vanguard, a Re Danube nel castello di Ursal, fino al padre abate Agronguerre  dietro le mura di St-Mere-Abelle. Al Monte Aida giunsero le genti di Honce-the-Bear, dell'Alpinador e addirittura uomini e donne del Behren. Migliaia di persone aderirono al patto e salvarono la propria vita da morte certa.  Nel giro dell'anno di dio 834 la peste era completamente sconfitta e Pony accettò di diventare baronessa di Palmaris, certa che la morte di Elbryan non era stata ne inutile ne vana.

## Personaggi principali
- Jilseponie Ault
- Marcalo De'Unnero
- Braumin Herde
- Principe Midalis
- Roger Lockless